# التهاب كبيبات الكلى المنمي الغشائي
يعتبر التهاب كبيبات الكلى المنمي الغشائي شكلًا من أشكال التهاب كبيبات الكلى المرتبط بالميزانجيوم. تعطينا الدراسات الحيوانية أدلة على قدر الإنترلوكين 10 على تثبيط المرض أو منعه. صنفت منظمة الصحة العالمية (WHO) التهاب كبيبات الكلى المنمي الغشائي على أنه نمط آخر من اعتلال الكلية المرافق للذئبة الحمامية.
يُستخدم الاختصار MesPGN للإشارة إلى التهاب كبيبات الكلى المنمي الغشائي.

## الآلية
تستخدم خلايا الميزانجيوم في الكبيبة الكلوية آلية الالتقام (في الإنجليزية: Endocytosis) لقبط الغلوبولينات المناعية المنتشرة وتفكيكها. تحفز هذه العملية الطبيعية تكاثر الخلايا الميزانجيوم وترسبها في المطرس أو الخلال. لذلك، يتوقع المرء خلال أوقات ارتفاع الغلوبولينات المناعية في الدوران (كما في الذئبة الحمامية واعتلال الكلية بالغلوبولين المناعي A) أن يرى عددًا متزايدًا من خلايا الميزانجيوم والخلال في الكبيبة الكلوية. ويعتبر هذا من سمات المتلازمات الكلوية.

## التشخيص
تتنوع التظاهرات السريرية لالتهاب كبيبات الكلى المنمي الغشائي. ومع ذلك، تكون البيلة الدموية المجهرية أو العيانية المتكررة والبيلة البروتينية الخفيفة هي الأشيع.
تجرى الفحوص العامة لدى معظم المرضى لاستبعاد الأسباب المعروفة للمرض. قد يكون التهاب كبيبات الكلى المنمي الغشائي بعد شفاء المرض التالي للالتهاب. يمكن رؤية الرواسب المعزولة والرواسب الضئيلة أو تحت الظهارية تحت المجهر الإلكتروني في هذه الحالة مما يدل على احتمال وجود التهاب كبب الكلى المنمي الغشائي.

## العلاج
لم تعالج ثلاث حالات من الحالات الإحدى عشرة المعروفة للمتلازمة الكلوية، بينما عولجت أربع حالات بالستيروئيدات القشرية والأدوية السامة للخلايا. تعافت حالة في كل مجموعة، بينما اعتمد المرضى الباقين على الستيروئيدات أو أظهروا مقاومة عليها. أبدى اثنان من مجموعة المرضى الأخيرة استجابةً على الستيروئيدات أو مقاومة عليها أو شفاء عفوي في أوقات مختلفة من فترات علاجهم. بقيت وظيفة الكلى طبيعية في كل الحالات.